# 山田陽滋
山田 陽滋（やまだ ようじ）は、日本のロボット工学者、機械工学者。名古屋大学名誉教授。豊田工業高等専門学校名誉教授。第11代豊田高専校長。
工学博士（東京工業大学）。機械安全の技術を広めるための社会システムづくりやロボット安全のための制度設計を行った。

## 人物・経歴
1980年名古屋大学工学部電気学科卒業後、名古屋大学大学院工学研究科電気電子工学専攻に入学。名古屋大学大学院在学中は社会連携委員長として大学の運営に貢献。
1981年から1年間テキサス州立大学オースティン校大学院工学研究科電気工学専攻に留学。1983年名古屋大学大学院博士前期課程修了、工学修士号取得。豊田工業大学工学部制御情報工学科助手。同年8月オースティン校にて科学修士号取得。
1990年スタンフォード大学機械工学科客員研究員。1995年豊田工業大学工学研究科制御情報工学科。2004年国立研究開発法人産業技術総合研究所知能システム部門主任研究員（グループリーダー）。
2005年筑波大学システム情報工学研究科教授 (連携大学院教授) 。2008年名古屋大学大学院工学研究科機械理工学専攻教授、日本機械工業連合会ISO/TC199部会主査。
2009年日本ロボット学会RT機能安全研究専門委員会委員長。2017年名古屋大学大学院工学研究科機械システム工学専攻機械知能学教授、国際標準化機構TC299/WG12コンビナ。
2019年ロボット革命イニシアティブ協議会評議員、セーフテイグローバル推進機構協調安全委員会委員長。
2020年九州工業大学特命教授、日本電気制御機器工業会産業オートメーションシステムの安全に関する国際会議（SIAS2021）実行委員長。
2021年米国電気電子学会ロボットの知能と安全に関する国際会議実行委員長。2022年豊田工業高等専門学校校長。

## 受賞
- 2012年10月 経済産業大臣表彰平成24年度工業標準化事業表彰
- 2015年3月 ヒューマンインターフェイス学会論文賞
- 2015年8月 第13回産学官連携功労者表彰・内閣総理大臣賞[8]
- 2017年9月 日本感性工学会論文賞
- 2018年8月 IEEE 2018 International Conference on Intelligence and Safety of Robotics, Best Paper Award
- 2022年10月 日本ロボット工業会創立50周年記念経済産業省製造産業局長表彰[9]

## 著書
- 『ヒトの運動機能と移動のための次世代技術開発 -使用者に寄り添う支援機器の普及へ向けて- 』（共著、2014年2月10日、エヌ・ティー・エス、ISBN 9784860434021）

## 業績
- 特許第3504507号「適切反力付与型作業補助装置」特許権者 - トヨタ自動車